# La Ferté-sous-Jouarre
La Ferté-sous-Jouarre – miejscowość i gmina we Francji, w regionie Île-de-France, w departamencie Sekwana i Marna.
Według danych na rok 1990 gminę zamieszkiwało 8236 osób, a gęstość zaludnienia wynosiła 819 osób/km² (wśród 1287 gmin regionu Île-de-France La Ferté-sous-Jouarre plasuje się na 258. miejscu pod względem liczby ludności, natomiast pod względem powierzchni na miejscu 377.).

## Współpraca
- Zuffenhausen, Niemcy